# High Class Racing
High Class Racing es un equipo danés fundado a principios de los 90 y que actualmente compite en el Campeonato Mundial de Resistencia de la FIA y en las European Le Mans Series

## Historia
High Class Racing fue fundado a principios de los 90 y compitió inicialmente en el Maserati Barchetta Trophy coronándose campeones y convirtiéndose en Campeones de Europa en el primer año de vida. Los éxitos prosiguieron como equipo de fábrica Maserati con el gran objetivo de evolucionar el proyecto GT1 de la marca para las 24h de Le Mans. Sin embargo,  tras diagnosticarle una enfermedad al señor De Tomaso, el programa fue cancelado.

### Tiempos de gloria con Renault Sport
Tras una exitosa época junto a Maserati, High Class Racing comenzó una fructífera relación con Renault que se saldó, a finales de los 90 y principios del nuevo siglo, con los títulos de la Renault Spider Cup y del Renault Clio V6 Trophy además de tener un equipo puntero en la Fórmula Renault.

### Esfuerzos escandinavos
High Class Racing ha representado a Escandinavia durante más de 20 años como equipo referente y con grandes pilotos como Tom Kristensen, Kurt Thiim, John Nielsen, Kris Nissen, Jan Magnussen y también en los primeros años de un joven Kevin Magnussen. Durante este período High Class Racing también operó como NISSAN–McDonald’s Racing con apoyo de fábrica.

### Salto a nivel europeo y mundial
Tras muy buenos años a nivel nacional, High Class Racing dio el salto a competiciones de nivel internacional con el salto a la Renault Sport Trophy con el Renault Sport RS.01 en 2016 y una vez que el campeonato cerró sus puertas llegaría el siguiente paso.

### Carreras de resistencia y sprint
El equipo adquirió dos Dallara P217 nuevos a estrenar y dieron el salto a las European Le Mans Series logrando un sexto puesto en su primer año en resistencia con varios podios en su palmarés. Así, High Class Racing ha sido un habitual de las ELMS desde entonces con una alineación de pilotos consistente además de dar asistencia a SMP Racing en tanto en su programa de LMP2 en las European Le Mans Series como en las 24 Horas de Le Mans de 2017.
Por otro lado, el equipo confirmó su entrada en las nuevas Fanatec GT2 European Series de 2021, un campeonato que formará parte del revitalizado concepto de GT Sports Club de SRO. El campeonato contará con los coches más potentes producidos hasta la fecha por Porsche, Audi, KTM y Lamborghini con High Class Racing entrando al campeonato con el nuevo Audi R8 LMS GT2 que monta un motor V10 de 5,2litros diseñado como unidad aspirada natural por primera vez en una versión de carreras entregando 470KW (640 CV) y, como resultado, ofrece casi un 30% más de potencia que la versión más potente del Audi R8 LMS GT3 para ser, de lejos, el coche más potente de la historia del programa.
El equipo, además, fue el primero en Europa en hacer debutar el Brabham BT63 GT2 Concept que aterrizará en las GT2 European Series en 2022 con Dennis Andersen y David Brabham a los mandos durante la última cita de la temporada 2021 en Paul Ricard.
Con 5 victorias, 3 Pole Position, 8 podiums y 8 vueltas rápidas el equipo High Class Racing se proclamó Campeón Europeo de GT2 en el año de debut del equipo y del campeonato con Anders Fjordbach y Mark Patterson a los mandos del Audi R8 LMS GT2.

### Campeonato Mundial de Resistencia y 24 Horas de Le Mans
High Class Racing obtuvo una invitación para las 24 Horas de Le Mans de 2019 y, a pesar de la corta preparación para la misma, el equipo cruzó la meta en undécima posición.
En la temporada 2019/2020, tras cambiar a Oreca, High Class Racing participó en su primera temporada completa del Mundial de Resistencia además de ser de la partida una vez más en las European Le Mans Series. De cara a 2021, además de la participación en las 24h de Daytona, el equipo afrontará su segunda temporada completa en el campeonato con una alineación enteramente danesa conformada por Jan Magnussen, Anders Fjordbach y Dennis Andersen.
De otra parte y ya en clave de las 24 Horas de Le Mans de 2021, el equipo confirmó dos coches en la categoría LMP2 por primera vez en su historia para su tercera participación en la carrera de resistencia más importante del mundo con Kevin Magnussen uniéndose a su padre, Jan Magnussen, y a Anders Fjordbach en el coche nº49 mientras que en el Oreca número 20 correrían Ricky Taylor, Marco Sorensen -que se estrenaba en LMP2- y Dennis Andersen.
Tras un buen inicio de año en Spa-Francorchamps, el equipo logró en las 8 Horas de Portimao de 2021 su primer podio de su historia el Mundial de Resistencia, al lograr la tercera posición en categoría LMP2 ProAm. A este podio se sumaría uno más (tercer puesto) en las 6 Horas de Baréin con Robert Kubica como novedad en la alineación sustituyendo en las dos últimas citas a Jan Magnussen.
Por otra parte, cabe destacar que High Class Racing ha puesto en marcha una academia focalizada en pilotos con aspiraciones tanto en resistencia, como con nivel internacional en categorías inferiores como la Fórmula 4 así como en turismos.

### 24 Horas de Daytona
Tras confirmar el debut en las 24 Horas de Daytona de 2021, el equipo anunció que su alineación para dicha prueba estaría liderada por el expiloto de Fórmula 1 y ganador del GP de Canadá, Robert Kubica, quien actualmente es piloto reserva del equipo Alfa Romeo Racing ORLEN. El polaco tendría a su lado al talentoso austríaco Ferdinand Habsburg completando una gran alineación junto a los habituales del equipo Anders Fjordbach y Dennis Andersen.

## Resultados del equipo

### Resultados 24 Horas de Le Mans
(Clave) (negrita indica pole position) (cursiva indica vuelta rápida)

| Año  | Equipo            | Dorsal | Coche             | Categoría  | Pilotos                                         | Vueltas | Pos | Clase |
| ---- | ----------------- | ------ | ----------------- | ---------- | ----------------------------------------------- | ------- | --- | ----- |
| 2019 | High Class Racing | 20     | Oreca 07 - Gibson | LMP2       | Anders Fjordbach Dennis Andersen Mathias Beche  | 356     | 16º | 11º   |
| 2020 | High Class Racing | 33     | Oreca 07 - Gibson | LMP2       | Anders Fjordbach Kenta Yamashita Mark Patterson | 88      | Ret | Ret   |
| 2021 | High Class Racing | 20     | Oreca 07 - Gibson | LMP2 ProAm | Dennis Andersen Marco Sørensen Ricky Taylor     | 353     | 18º | 4º    |
| 2021 | High Class Racing | 49     | Oreca 07 - Gibson | LMP2       | Anders Fjordbach Kevin Magnussen Jan Magnussen  | 336     | 29º | 17º   |

### Resultados 24 Horas de Daytona
| Año  | Equipo            | Dorsal | Coche             | Categoría | Pilotos                                                           | Vueltas | Pos | Clase |
| ---- | ----------------- | ------ | ----------------- | --------- | ----------------------------------------------------------------- | ------- | --- | ----- |
| 2021 | High Class Racing | 20     | Oreca 07 - Gibson | LMP2      | Anders Fjordbach Dennis Andersen Robert Kubica Ferdinand Habsburg | 56      | Ret | Ret   |
| 2022 | High Class Racing | 20     | Oreca 07 - Gibson | LMP2      | Anders Fjordbach Dennis Andersen Nico Müller Fabio Scherer        | 345     | Ret | Ret   |

### Resultados Campeonato del Mundo de Resistencia
| Año     | Equipo            | Dorsal | Coche             | Categoría | Pilotos                                                          | 1     | 2      | 3     | 4      | 5     | 6     | 7       | 8       | Puntos | Pos. |
| ------- | ----------------- | ------ | ----------------- | --------- | ---------------------------------------------------------------- | ----- | ------ | ----- | ------ | ----- | ----- | ------- | ------- | ------ | ---- |
| 2019-20 | High Class Racing | 33     | Oreca 07 - Gibson | LMP2      | Anders Fjordbach Kenta Yamashita Mark Patterson                  | SIL 7 | FUJ 4  | SHA 6 | BHR 7  | COA 7 | SPA 7 | LMS Ret | BHR DNS | 47     | 8º   |
| 2021    | High Class Racing | 20     | Oreca 07 - Gibson | LMP2      | Robert Kubica** Anders Fjordbach* Jan Magnussen* Dennis Andersen | SPA 9 | POR 12 | MNZ 9 | LMS 13 | BHR 8 | BHR 8 |         |         | 25     | 10º  |

* Anders Fjordbach y Jan Magnussen corrieron con otro coche en las 24h de Le Mans de 2021. Anders siguió compartiendo el #20 con Dennis Andersen el resto de la temporada.
** Robert Kubica se unió al equipo para la doble cita final en Baréin sustituyendo a Jan Magnussen.

### Resultados Campeonato del Mundo de Resistencia - LMP2 Pro/Am
| Año  | Equipo            | Dorsal | Coche             | Categoría | Pilotos                                                          | 1     | 2     | 3     | 4     | 5     | 6     | Puntos | Pos |
| ---- | ----------------- | ------ | ----------------- | --------- | ---------------------------------------------------------------- | ----- | ----- | ----- | ----- | ----- | ----- | ------ | --- |
| 2021 | High Class Racing | 20     | Oreca 07 - Gibson | LMP2      | Robert Kubica** Anders Fjordbach* Jan Magnussen* Dennis Andersen | SPA 4 | POR 3 | MNZ 4 | LMS 4 | BHR 3 | BHR 3 | 109    | 4º  |

** Anders Fjordbach y Jan Magnussen corrieron con otro coche en las 24h de Le Mans de 2021. Anders siguió compartiendo el #20 con Dennis Andersen el resto de la temporada.
** Robert Kubica se unió al equipo para la doble cita final en Baréin sustituyendo a Jan Magnussen.

### Resultados IMSA SportsCar Championship
| Año  | Equipo            | Dorsal | Coche             | Categoría | Pilotos                                                    | DAY ‡ | DAY ‡ | SEB | LGA | MOH | WGL | ELK | ATL | Puntos | MEC** |
| Año  | Equipo            | Dorsal | Coche             | Categoría | Pilotos                                                    | Q     | R     | SEB | LGA | MOH | WGL | ELK | ATL | Puntos | MEC** |
| ---- | ----------------- | ------ | ----------------- | --------- | ---------------------------------------------------------- | ----- | ----- | --- | --- | --- | --- | --- | --- | ------ | ----- |
| 2022 | High Class Racing | 20     | Oreca 07 - Gibson | LMP2      | Anders Fjordbach Dennis Andersen Nico Müller Fabio Scherer | 4     | 9     |     |     |     |     |     |     | 0      | 11    |

* Temporada en curso.
** MEC - Michelin Endurance Cup.
‡ Puntos sólo computan en Michelin Endurance Cup

### Resultados Fanatec GT2 European Series - ProAm
| Año  | Equipo            | Dorsal | Coche                    | Pilotos                            | 1       | 1       | 2       | 2       | 3       | 3       | 4       | 4       | 5       | 5       | 6     | 6     | Puntos | Pos |
| ---- | ----------------- | ------ | ------------------------ | ---------------------------------- | ------- | ------- | ------- | ------- | ------- | ------- | ------- | ------- | ------- | ------- | ----- | ----- | ------ | --- |
| 2021 | High Class Racing | 33     | Audi R8 LMS GT2          | Anders Fjordbach Mark Patterson    | MNZ 1 1 | MNZ 2 4 | HOC 1 1 | HOC 2 1 | MIS 1 1 | MIS 2 2 | SPA 1 5 | SPA 2 2 | RIC 1 2 | RIC 2 1 |       |       | 201    | 1º  |
| 2022 | High Class Racing | 1      | Brabham BT63 GT2 Concept | Anders Fjordbach Kevin Weeda       | IMO 1 5 | IMO 2 4 | RBR 1   | RBR 2   | MIS 1   | MIS 2   | SPA 1   | SPA 2   | VAL 1   | VAL 2   | RIC 1 | RIC 2 | 22*    | 4º* |
| 2022 | High Class Racing | 5      | Audi R8 LMS GT2          | Aurelijus Rusteika Michael Vergers | IMO 1 1 | IMO 2 2 | RBR 1   | RBR 2   | MIS 1   | MIS 2   | SPA 1   | SPA 2   | VAL 1   | VAL 2   | RIC 1 | RIC 2 | 43*    | 1º* |

### Resultados Asian Le Mans Series
| Año  | Equipo            | Dorsal | Coche             | Categoría | Pilotos                                      | 1       | 1       | 2       | 2       | Puntos | Pos |
| ---- | ----------------- | ------ | ----------------- | --------- | -------------------------------------------- | ------- | ------- | ------- | ------- | ------ | --- |
| 2022 | High Class Racing | 49     | Oreca 07 - Gibson | LMP2 Am   | Anders Fjordbach Dennis Andersen Kevin Weeda | DUB 1 2 | DUB 2 1 | ABU 1 2 | ABU 2 3 | 73     | 2º  |

### Resultados European Le Mans Series
| Año  | Equipo            | Dorsal | Coche             | Categoría | Pilotos                          | 1       | 2      | 3       | 4      | 5       | 6      | Puntos | Pos |
| ---- | ----------------- | ------ | ----------------- | --------- | -------------------------------- | ------- | ------ | ------- | ------ | ------- | ------ | ------ | --- |
| 2017 | High Class Racing | 49     | Dallara P217      | LMP2      | Anders Fjordbach Dennis Andersen | SIL 3   | MNZ 3  | RBR 8   | LEC 9  | SPA 8   | POR 8  | 46     | 6º  |
| 2018 | High Class Racing | 49     | Dallara P217      | LMP2      | Anders Fjordbach Dennis Andersen | LEC 13  | MNZ 14 | RBR 12  | SIL 9  | SPA Ret | POR 9  | 5.5    | 16º |
| 2019 | High Class Racing | 20     | Oreca 07 - Gibson | LMP2      | Anders Fjordbach Dennis Andersen | LEC 9   | MNZ 17 | BAR Ret | SIL 11 | SPA 15  | POR 12 | 4      | 14º |
| 2020 | High Class Racing | 20     | Oreca 07 - Gibson | LMP2      | Anders Fjordbach Dennis Andersen | RIC Ret | SPA 13 | LEC 13  | MNZ 3  | POR 6   |        | 24     | 8º  |